# Рамирес, Кристиан (американский футболист)
Кри́стиан Рами́рес (англ. Christian Ramirez; 4 апреля 1991, Гарден-Гров, Калифорния, США) — американский футболист, нападающий клуба «Лос-Анджелес Гэлакси». Выступал за сборную США.

## Биография

### Университетский футбол
Во время обучения в Калифорнийском университете в Санта-Барбаре (в 2009—2010 годах) и Университете Конкордия в Эрвайне (в 2011—2012 годах) Рамирес выступал за их команды в студенческих лигах.

### Клубная карьера
28 февраля 2013 года Рамирес подписал однолетний контракт с клубом «Шарлотт Иглз» из лиги USL Pro. Его профессиональный дебют состоялся 14 апреля в матче против «Антигуа Барракуда», в котором он также забил свой первый гол. Всего в 21-й игре регулярного чемпионата Рамирес поразил ворота соперников семь раз, ещё четыре гола он забил в трёх матчах плей-офф, в том числе отличился «дублем» в поединке за титул чемпиона лиги, в котором «Шарлотт Иглз» уступили «Орландо Сити» со счётом 7:4.
8 января 2014 года Рамирес стал игроком клуба из NASL «Миннесота Юнайтед». Он дебютировал в NASL, а также забил свой первый гол за новый клуб 12 апреля в игре первого тура сезона 2014 против «Сан-Антонио Скорпионс». В течение сезона Рамирес по три раза признавался игроком месяца (в мае—июне, августе и октябре—ноябре) и игроком тура, а также 13 раз входил в символическую сборную тура. По итогам сезона с 20 мячами Рамирес стал обладателем «золотой бутсы» лучшего бомбардира и был включён в символическую сборную года. Также он был назван молодым игроком года в NASL. Кроме того его гол бисиклетой, забитый в ворота «Инди Илевен» 16 августа 2014 года, был признан болельщиками лучшим голом сезона по итогам голосования на сайте лиги. 12 февраля 2015 года клуб продлил контракт с игроком до конца сезона 2017. В сезоне 2015 Рамирес забил 12 голов в регулярном чемпионате и один — в плей-офф. Он пять раз входил в символические сборные тура, а в июле был признан игроком месяца. По итогам сезона он вновь попал в символическую сборную года. В сезоне 2016 Рамирес отличился 18 раз, став лучшим бомбардиром лиги. Он восемь раз включался в символические сборные тура, дважды был признан игроком тура и один раз (в июле) — игроком месяца. По итогам сезона он в третий раз подряд был включён в символическую сборную года.
После преобразования «Миннесоты Юнайтед» во франшизу MLS Рамирес был подписан вновь образованным клубом в январе 2017 года. Он стал автором первого гола в истории «Миннесоты Юнайтед» в MLS, поразив ворота «Портленд Тимберс» в матче открытия сезона 2017 3 марта. В 2017 году Рамирес с 14 мячами в 30 играх, если не учитывать голы, забитые с пенальти, стал лучшим бомбардиром MLS среди американцев.
6 августа 2018 года Рамирес перешёл в ФК «Лос-Анджелес» за более чем $1 млн в распределительных средствах. За новый лос-анджелесский клуб дебютировал 11 августа в матче против «Спортинга Канзас-Сити», выйдя на замену во втором тайме. Свой голевой счёт за «Лос-Анджелес» открыл 15 августа «дублем» в ворота «Реал Солт-Лейк».
7 августа 2019 года Рамирес был продан в «Хьюстон Динамо» за $250 тыс. в распределительных средствах. Свой дебют за техасский клуб, 11 августа в матче против «Филадельфии Юнион», отметил голом.
28 июня 2021 года Рамирес перешёл в клуб чемпионата Шотландии «Абердин», подписав двухлетний контракт. Забил гол в своём дебюте за шотландский клуб, 22 июля в матче квалификации Лиги конференций УЕФА 2021/22 против шведского «Хеккена». Начал с голом сезон в Премьершипе, стартовавший для «Абердина» матчем против «Данди Юнайтед» 1 августа.
19 января 2023 года Рамирес вернулся в MLS, подписав контракт с «Коламбус Крю» до конца сезона 2024 с опцией продления на сезон 2025. Свой дебют за «Крю», 25 марта в матче против «Атланты Юнайтед», отметил «дублем». По окончании сезона 2024 «Коламбус Крю» активировал опцию продления контракта с Рамиресом.
12 февраля 2025 года Рамирес был продан в «Лос-Анджелес Гэлакси» за сумму до $500 тыс. в общих распределительных средствах — гарантированные $250 тыс. и условные $250 тыс. в случае достижения им определённых показателей. За «Гэлакси» дебютировал 23 февраля в матче стартового тура сезона 2025 против «Сан-Диего». Свой первый гол за «Гэлакси» забил 12 марта в ответном матче ⅛ финала Кубка чемпионов КОНКАКАФ 2025 против коста-риканского «Эредиано».

### Международная карьера
8 января 2018 года Рамирес получил вызов в тренировочный лагерь сборной США в преддверии товарищеского матча со сборной Боснии и Герцеговины, но в заявку на игру, состоявшуюся 28 января, он не попал. 20 декабря 2018 года Рамирес был вновь вызван в традиционный январский тренировочный лагерь сборной США, завершавшийся товарищескими матчами со сборными Панамы и Коста-Рики, и во встрече с панамцами, состоявшейся 27 января 2019 года, он дебютировал за звёздно-полосатую дружину — вышел на замену на 84-й минуте вместо Гьяси Зардеса и забил гол на 89-й минуте.

## Статистика выступлений

### Клубная статистика
| Выступление          | Выступление      | Выступление      | Лига | Лига | Кубок | Кубок | Континент | Континент | Прочие | Прочие | Итого | Итого |
| Клуб                 | Лига             | Сезон            | Игры | Голы | Игры  | Голы  | Игры      | Голы      | Игры   | Голы   | Игры  | Голы  |
| -------------------- | ---------------- | ---------------- | ---- | ---- | ----- | ----- | --------- | --------- | ------ | ------ | ----- | ----- |
| Шарлотт Иглз         | USL Pro          | 2013             | 21   | 7    | 0     | 0     | —         | —         | 3      | 4      | 24    | 11    |
| Шарлотт Иглз         | Итого            | Итого            | 21   | 7    | 0     | 0     | —         | —         | 3      | 4      | 24    | 11    |
| Миннесота Юнайтед    | NASL             | 2014             | 27   | 20   | 2     | 1     | —         | —         | 1      | 0      | 30    | 21    |
| Миннесота Юнайтед    | NASL             | 2015             | 30   | 12   | 1     | 0     | —         | —         | 1      | 1      | 32    | 13    |
| Миннесота Юнайтед    | NASL             | 2016             | 31   | 18   | 2     | 1     | —         | —         | —      | —      | 33    | 19    |
| Миннесота Юнайтед    | Итого            | Итого            | 88   | 50   | 5     | 2     | —         | —         | 2      | 1      | 95    | 53    |
| Миннесота Юнайтед    | MLS              | 2017             | 30   | 14   | 0     | 0     | —         | —         | —      | —      | 30    | 14    |
| Миннесота Юнайтед    | MLS              | 2018             | 20   | 7    | 2     | 0     | —         | —         | —      | —      | 22    | 7     |
| Миннесота Юнайтед    | Итого            | Итого            | 50   | 21   | 2     | 0     | —         | —         | —      | —      | 52    | 21    |
| Лос-Анджелес         | MLS              | 2018             | 7    | 2    | 0     | 0     | —         | —         | 1      | 1      | 8     | 3     |
| Лос-Анджелес         | MLS              | 2019             | 17   | 4    | 3     | 0     | —         | —         | —      | —      | 20    | 4     |
| Лос-Анджелес         | Итого            | Итого            | 24   | 6    | 3     | 0     | —         | —         | 1      | 1      | 28    | 7     |
| Хьюстон Динамо       | MLS              | 2019             | 10   | 5    | —     | —     | —         | —         | —      | —      | 10    | 5     |
| Хьюстон Динамо       | MLS              | 2020             | 15   | 2    | —     | —     | —         | —         | —      | —      | 15    | 2     |
| Хьюстон Динамо       | MLS              | 2021             | 6    | 1    | —     | —     | —         | —         | —      | —      | 6     | 1     |
| Хьюстон Динамо       | Итого            | Итого            | 31   | 8    | —     | —     | —         | —         | —      | —      | 31    | 8     |
| Абердин              | Премьершип       | 2021/22          | 36   | 10   | 2     | 2     | 6         | 3         | 1      | 0      | 45    | 15    |
| Абердин              | Премьершип       | 2022/23          | 9    | 0    | 0     | 0     | —         | —         | 6      | 3      | 15    | 3     |
| Абердин              | Итого            | Итого            | 45   | 10   | 2     | 2     | 6         | 3         | 7      | 3      | 60    | 18    |
| Коламбус Крю         | MLS              | 2023             | 30   | 8    | 2     | 1     | 3         | 2         | 5      | 2      | 40    | 13    |
| Коламбус Крю         | MLS              | 2024             | 25   | 8    | —     | —     | 10        | 1         | 2      | 1      | 37    | 10    |
| Коламбус Крю         | Итого            | Итого            | 55   | 16   | 2     | 1     | 13        | 3         | 7      | 3      | 77    | 23    |
| Лос-Анджелес Гэлакси | MLS              | 2025             | 7    | 3    | —     | —     | 4         | 1         | —      | —      | 11    | 4     |
| Лос-Анджелес Гэлакси | Итого            | Итого            | 7    | 3    | —     | —     | 4         | 1         | —      | —      | 11    | 4     |
| Всего за карьеру     | Всего за карьеру | Всего за карьеру | 321  | 121  | 14    | 5     | 23        | 7         | 20     | 12     | 378   | 145   |

### Международная статистика
| Команда | Год   | Игры | Голы |
| ------- | ----- | ---- | ---- |
| США     |       |      |      |
| 2019    | 2     | 1    |      |
| Всего   | Всего | 2    | 1    |

Голы за сборную
| №  | Дата           | Место                             | Соперник | Голы | Результат | Турнир            |
| -- | -------------- | --------------------------------- | -------- | ---- | --------- | ----------------- |
| 1. | 27 января 2019 | Стейт Фарм Стэдиум, Глендейл, США | Панама   | 3:0  | 3:0       | Товарищеский матч |

## Достижения
Командные
 «Миннесота Юнайтед»
- Победитель регулярного чемпионата NASL: 2014

 «Лос-Анджелес»
- Победитель регулярного чемпионата MLS: 2019

 «Коламбус Крю»
- Чемпион MLS (обладатель Кубка MLS): 2023
- Обладатель Кубка лиг: 2024

Индивидуальные
- Лучший молодой игрок NASL: 2014
- Лучший бомбардир NASL: 2014 (20 мячей), 2016 (18 мячей)
- Символическая сборная NASL: 2014, 2015, 2016